# Zirchow
Zirchow ist eine Gemeinde südlich der Ostseeküste auf der Insel Usedom im so genannten Achterland gelegen, direkt am Ufer des Stettiner Haffs. Die Gemeinde wird vom Amt Usedom-Süd mit Sitz in der Stadt Usedom verwaltet. Bis 2005 gehörte die Gemeinde zum Amt Ahlbeck-Stettiner Haff.

## Geografie und Verkehr
Zirchow liegt am Nordufer des Stettiner Haffes an der B 110 im Naturpark Insel Usedom. Etwa sechs Kilometer nördlich des Ortes befindet sich das Seebad Heringsdorf. Im Osten befinden sich die Gemeinde Garz und einer von zwei Grenzübergängen nach Polen für Kraftfahrzeuge auf der Insel Usedom. Ein Teil des Flughafens Heringsdorf liegt auf dem Gemeindegebiet.
Der Ortsteil Kutzow verfügte über einen Haltepunkt an der 1945 stillgelegten Bahnstrecke Ducherow–Ahlbeck.
Der Ort ist an das teilweise befestigte Radwegnetz von Usedom angeschlossen, so dass die Stadt Usedom (15 Kilometer), Garz (2,5 Kilometer), Kamminke (sechs Kilometer) und die Ostseebäder Bansin (zwölf Kilometer), Heringsdorf (zehn Kilometer) und Ahlbeck (acht Kilometer) sowie das heute zu Polen gehörende Swinemünde (neun Kilometer) teilweise ohne Benutzung der Straßen erreicht werden können.

## Gemeindestruktur
Wohnplätze: 
- Cutzowscher Krug
- Kutzow

## Geschichte

### Kutzow
1256 wurde der Ort als Cussove in einer Urkunde Herzog Barnims I. von Pommern erwähnt. Vorherige Urkunden zugunsten des Klosters Grobe wurden als Fälschungen eingestuft.

### Zirchow
Jungsteinzeitliche Funde bei Kutzow zeugen von einer frühen Besiedlung der Gegend. Nordöstlich des Gemeindegebietes befinden sich im Umfeld der Wüstung Sennin (Gemeinde Korswandt) mehrere Grabhügel aus der Bronzezeit sowie aus der Zeit der slawischen Besiedlung im Mittelalter.
Die auf 1239 datierte Urkunde mit der angeblichen Ersterwähnung Zirchows sowie eine weitere auf 1247 datierte sind Fälschungen aus dem 14. Jahrhundert. 1256 wurde der Ort als Circhove in einer Urkunde Herzog Barnims I. von Pommern erwähnt. Der Name bedeutet so viel wie Kirchdorf. Der Ort kam in den letzten Jahrzehnten des 13. Jahrhunderts an das Kloster Stolpe, denn 1305 bestätigte Bogislaw IV. dem Kloster den Besitz. Wahrscheinlich wurde auch die St.-Jacobus-Kirche, eine der ältesten Kirchen auf Usedom, in dieser Zeit errichtet, sie wird als älteste Missionskirche Usedoms bezeichnet. 1417 unterstellte Bischof Magnus von Cammin die Kirche dem Kloster Pudagla. 1468 wurde Zirchow zusammen mit Korswandt und Sennin an Pudagla verpfändet. Die Wiedereinlösung unterblieb. Nach der Einführung der Reformation in Pommern 1534 wurde der Klosterbesitz 1535 säkularisiert und in das herzogliche Amt Pudagla umgewandelt.
Mit dem Westfälischen Frieden 1648 wurde Zirchow wie die gesamte Insel Usedom ein Teil Schwedisch-Pommerns. Im Landesarchiv Greifswald befindet sich eine Matrikelkarte von Zirchow, die bei der Schwedischen Landesaufnahme von Vorpommern erstellt wurde. Außer der Kirche sind nur wenige Gebäude beim Ort eingezeichnet.
1713 besetzte Preußen die gesamte Insel Usedom, die 1720 nach dem Frieden von Stockholm offiziell in preußischen Besitz überging. 1779 gab es im Kirchdorf Zirchow neben dem Pfarrer, dem Küster und der Pfarrwitwe zwei Halbbauern, einen Kossäten, vier Büdner und einen Holzwärter.
Nach der Verwaltungsreform 1815 kam Zirchow zur preußischen Provinz Pommern und gehörte von 1818 bis 1945 zum Landkreis Usedom-Wollin. Bis zur Aufhebung des Mühlenzwangs im Zuge der Stein-Hardenbergschen Reformen 1810 mussten die Zirchower ihr Getreide in der Garzer Mühle mahlen lassen.
Im Meßtischblatt von 1835 der Preußischen Uraufnahme sind längs der Straße kleine Gehöfte zu erkennen. Bis 1863 war einer der beiden Halbbauernhöfe parzelliert worden, die Zahl der Büdnerstellen war auf 19 angewachsen. Der Ort hatte nun zwei Windmühlen. Die Einwohnerzahl stieg von 264 im Jahr 1863 auf 319 im Jahr 1871. 1880 hatte sich das Dorf weiter ausgedehnt und besaß jetzt einen in Richtung Kutzow angelegten Friedhof, weil der Kirchhof an der Kirche geschlossen wurde. Die zwei Holländerwindmühlen waren auf der Karte von 1920 nicht mehr vorhanden.
1929 wurde der Gutsbezirk Kutzow aufgelöst und nach Zirchow eingemeindet. Damit kam auch der seit 1876 vorhandene Haltepunkt an der Bahnstrecke Ducherow-Heringsdorf in die Gemeinde.
Nach 1945 wurden in Folge der Bodenreform und der Auflösung des Kutzower Gutes auch Neubauernsiedlungen von Zirchow in Richtung Kutzow angelegt, so dass eine bauliche Verbindung zwischen beiden Dörfern entstand. Von 1945 bis 1952 bildete die Gemeinde, mit dem nach dem Zweiten Weltkrieg bei Deutschland verbliebenen Teil des Landkreises Usedom-Wollin, den Landkreis Usedom im Land Mecklenburg. Dieser ging im Jahr 1952 im Kreis Wolgast im Bezirk Rostock auf. 1971 wurde Zirchow Sitz des neugegründeten Gemeindeverbandes Thurbruch. Im Ort wurde eine Polytechnische Oberschule für die zugehörigen Gemeinden eingerichtet.
Die Gemeinde gehört seit dem Jahr 1990 zum Land Mecklenburg-Vorpommern. Ab 1994 gehörte sie zum Landkreis Ostvorpommern, der 2011 im Landkreis Vorpommern-Greifswald aufging.

## Politik

### Wappen, Flagge, Dienstsiegel
Die Gemeinde verfügt über kein amtlich genehmigtes Hoheitszeichen, weder Wappen noch Flagge. Als Dienstsiegel wird das kleine Landessiegel mit dem Wappenbild des Landesteils Vorpommern geführt. Es zeigt einen aufgerichteten Greifen mit aufgeworfenem Schweif und der Umschrift „GEMEINDE ZIRCHOW * LANDKREIS VORPOMMERN-GREIFSWALD“.

## Sehenswürdigkeiten
- St.-Jacobus-Kirche, spätgotische Back- und Feldsteinkirche aus dem 13. Jahrhundert. Sie beherbergt mittelalterliche Wandmalereien und ist der älteste erhaltene Kirchenbau auf der Insel.[19]
- Als lokale architektonische Besonderheit gelten die im Ort und den benachbarten Gemeinden als Gartenzaun verwendeten Patent-Stahlsegmente, die bis in die 1960er Jahre die Gliederrollbahn des damals als Flugplatz Garz militärisch genutzten Flughafens Heringsdorf bildeten.
- Das Thurbruch, eines der größten Niedermoorgebiete Norddeutschlands, teilweise Naturschutzgebiet, befindet sich westlich der Gemeinde.

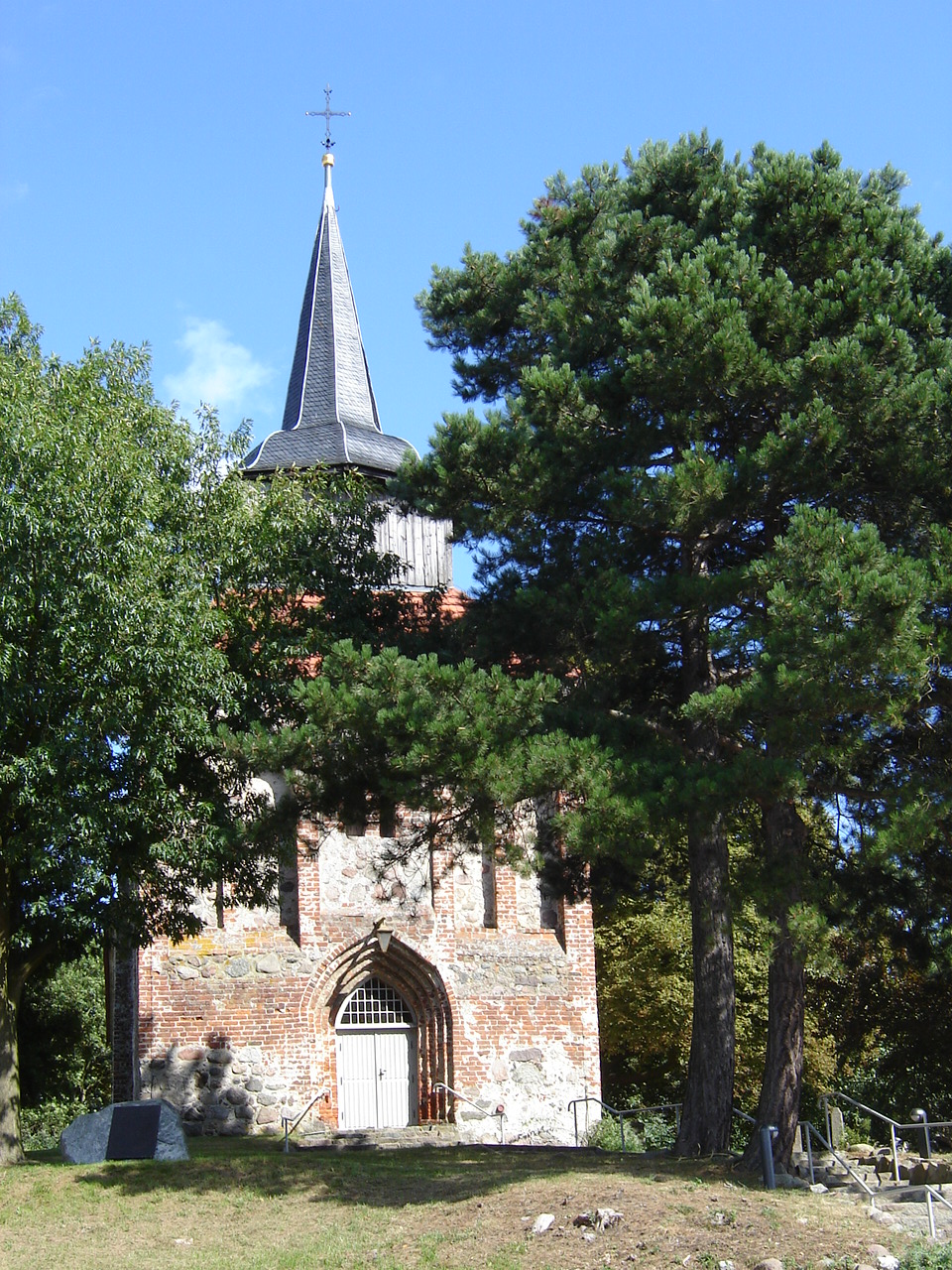
St. Jacobuskirche in Zirchow
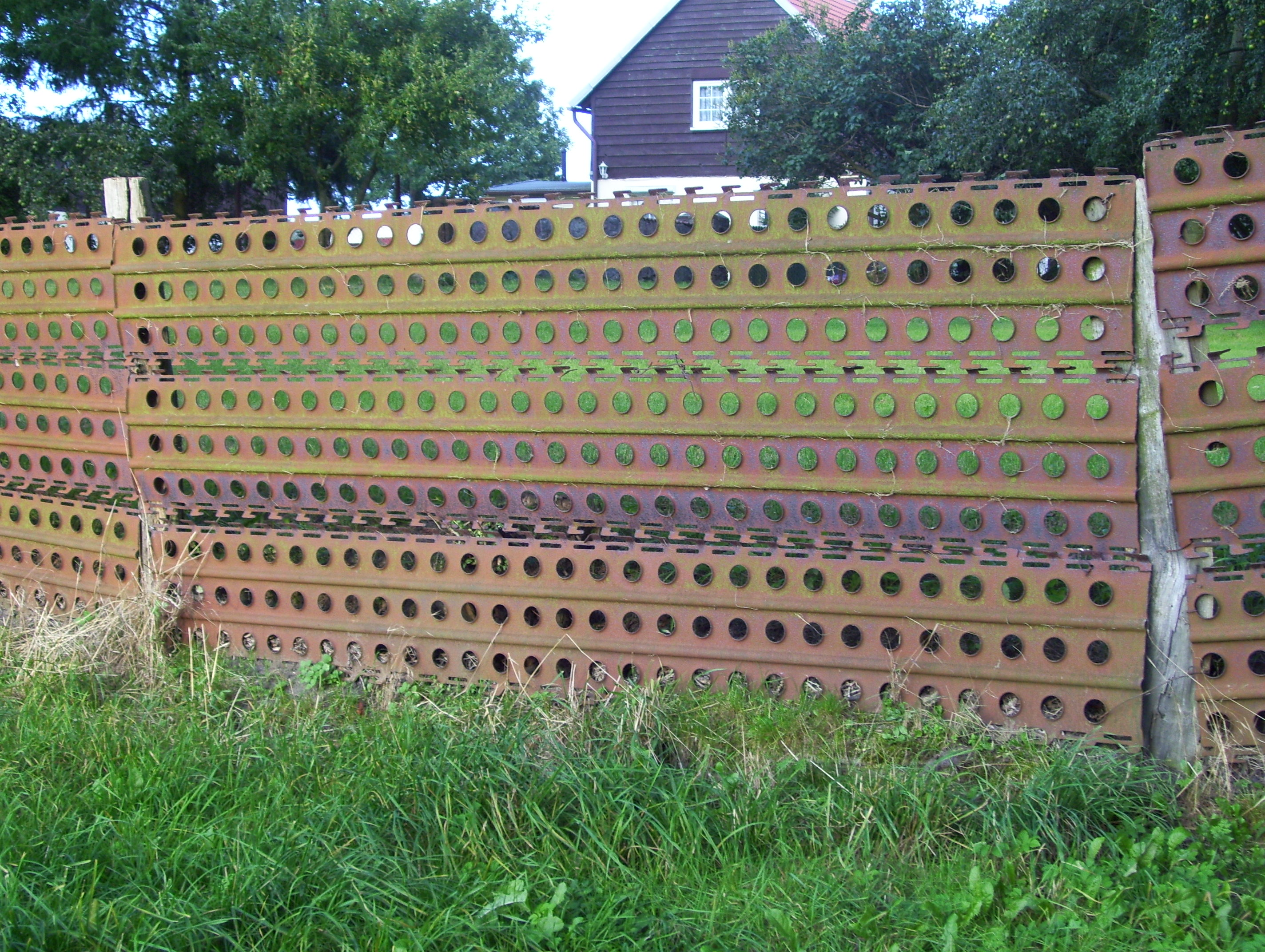
Zaun aus Patentstahlplatten